# Сары-Булун (Иссык-Кульская область)
Сары-Булун (кирг. Сары-Булуң, до 199? г. — Песчаный) — село в Тюпском районе Иссык-Кульской области Кыргызстана. Входит в состав Тогуз-Булакского аильного округа. Код СОАТЕ — 41702 225 847 02 0.

## Население
По данным переписи 2009 года в селе проживало 600 человек.
По данным переписи 2022 года в селе проживало 825 человек.